# Pentacranaus niger
Genre
Espèce
Pentacranaus niger, unique représentant du genre Pentacranaus, est une espèce d'opilions laniatores de la famille des Manaosbiidae.

## Distribution
Cette espèce est endémique de la région de Junín au Pérou. Elle se rencontre vers le río Tarma.

## Description
Le mâle holotype mesure 3 mm.

## Publication originale
- Roewer, 1963 : « Opiliones aus Peru und Colombien. [Arachnida Arthrogastra aus Peru V]. » Senckenbergiana biologica, vol. 44, p. 5–72.